# 卡羅萊納鎮區 (北卡羅萊納州皮特縣)
卡羅萊納鎮區（英語：Carolina Township）是位於美國北卡羅萊納州皮特縣的一個鎮區。

## 地方資料
卡羅萊納鎮區的面積為152.29平方千米，皆為陸地。根據2020年美國人口普查的數據，當地共有人口2216人，而人口密度為每平方千米14.55人。